# Nienke Hommes
Nienke Heiltje (Nieke) Hommes (Haarlem, 20 februari 1977) is een Nederlands roeister. Ze vertegenwoordigde Nederland eenmaal bij de Olympische Spelen en won hierbij één medaille.
In 2004 debuteerde ze op Olympische Spelen van 2004 op het roeionderdeel acht met stuurvrouw. De vrouwenacht won de tweede series van de eliminaties in 6.04,10 en werden in de A-finale derde in 6.19,85 en veroverde hiermee het brons.
In haar actieve tijd was ze aangesloten bij A.A.S.R. Skøll in Amsterdam.

## Palmares

### Roeien (dubbelvier)
- 2002: 8e WK Sevilla - 6.35,06
- 2003: 9e WK Milaan - 6.36,67

### Roeien (acht met stuurvrouw)
- 2004:  OS Athene - 6.19,85
- 2005:  WK Gifu - 5.59,61

Hurnet Dekkers · 
Annemiek de Haan · 
Nienke Hommes · 
Annemarieke van Rumpt · 
Sarah Siegelaar · 
Marlies Smulders · 
Helen Tanger · 
Froukje Wegman · 
Ester Workel (stuurvrouw)